# اندی بل (بازیکن فوتبال، زاده ۱۹۵۶)
اندی بل (انگلیسی: Andy Bell؛ زادهٔ ۶ مهٔ ۱۹۵۶) بازیکن فوتبال اهل بریتانیا است.
از باشگاه‌هایی که در آن بازی کرده‌است می‌توان به باشگاه فوتبال اکستر سیتی، باشگاه فوتبال ویموث، و باشگاه فوتبال یئوویل تاون اشاره کرد.